# Monossido di carbonio deidrogenasi (accettore)
La monossido di carbonio deidrogenasi (accettore) è un enzima omodimerico appartenente alla classe delle ossidoreduttasi, che catalizza la seguente reazione:
CO + H2O + A ⇄ CO2 + AH2
L'enzima contiene un centro (Ni3Fe-4S) e tre cluster ferro-zolfo [4Fe-4S]. Solo il cluster NiFeS, la cui struttura è stata chiarita dopo anni di ricerca, prende parte alla catalisi, mentre gli altri cluster FeS sono implicati nel trasporto degli elettroni tra gli accettori e il sito catalitico.
Utilizza vari accettori di elettroni, tra cui la ferredossina, il metil viologeno, il benzil viologeno e le flavine, ma non i nucleotidi di piridina. 
Forma parte complesso multienzimatico legato alla membrana con la idrogenasi (accettore) (numero EC 1.12.99.6), che catalizza l'intera reazione:
CO + H2O = CO2 + H2.

## Meccanismo di Catalisi
La catalisi avviene nel sito con il centro NiFeS, chiamato C-Cluster, che presenta la struttura di un cluster cubano distorto FeS in cui uno degli ioni Fe è sostituito dal Ni. In prossimità del Ni, è presente uno ione Fe coordinato a 2 atomi di S, che prende il nome di FCII(Ferrous Component II).
L'atomo di Carbonio di CO coordina lo ione Ni, mentre l'atomo di Ossigeno di H2 è coordinato al FCII. La molecola di acqua viene deprotonata, e permette la variazione dell'angolo di legame Ni-CO, che porta ad avvicinare C all'Ossigeno di OH- (carbon shift); a questo punto CO subisce attacco nucleofilo da OH-, che viene in seguito ulteriormente deprotonato. Infine una molecola d'acqua spiazza la molecola di CO2, mentre si suppone che i protoni raggiungano la superficie della proteina mediante residui di His.